# Türken in Bulgarien

Anteil der Türken in Bulgarien nach Bezirk (2011)

Bulgarische Türken (bulgarisch български турци), auch Bulgarientürken genannt (angelehnt an die türkische Bezeichnung Bulgaristan Türkleri), sind ethnische Türken aus Bulgarien. Nach der Volkszählung von 2021 waren 508.375 Personen in Bulgarien Angehörige der türkischen Minderheit, das sind etwa 8,4 % der Bevölkerung, womit sie die größte ethnische Minderheit des Landes darstellen. Die bulgarischen Türken stellen auch die größte verbliebene Gruppe der Balkantürken dar. Sie leben hauptsächlich in der südlichen Oblast Kardschali und in den nordöstlichen Oblasten Schumen, Silistra, Rasgrad und Targowischte. Es gibt auch eine Diaspora außerhalb Bulgariens, hauptsächlich in der Türkei und in Westeuropa.
Die meisten bulgarischen Türken stammen von Siedlern aus der Osmanischen Periode ab, die mit der Eroberung Bulgariens durch die osmanischen Türken im späten 14. Jahrhundert begann. Mit dem russisch-osmanischen Krieg 1877/78 wurden viele Muslime aus Bulgarien vertrieben und ihre Rechte wurden in der Folgezeit beschränkt. In der kommunistischen Zeit verbesserte sich die Situation der türkischen Minderheit zuerst, bevor in den 1980er Jahren eine Periode der Unterdrückung, Zwangsassimilierung und Vertreibung begann. Mit den Revolutionen im Jahr 1989 erhielten die bulgarischen Türken schließlich Minderheitenrechte und ihre Situation verbesserte sich. Aufgrund der allgemeinen demografischen Krise in Bulgarien und Auswanderung sank die Anzahl der Türken in Bulgarien von 800.052 im Jahr 1992 auf 508.375 im Jahr 2021, gingen als relativer Anteil an der Bevölkerung aber nur leicht zurück.

## Geschichte
Während sich Türken verstärkt während und nach der osmanischen Eroberung Bulgariens niederließen, gibt es Hinweise darauf, dass sich einige Türken möglicherweise schon vor dieser Zeit in Bulgarien ansiedelten, darunter während der Zeit des Sultanats der Rum-Seldschuken im 12. und 13. Jahrhundert. Die Eroberung des Balkans durch die Osmanen setzte bedeutende Bevölkerungsbewegungen in Gang, die die ethnische und religiöse Zusammensetzung der eroberten Gebiete veränderten. Als die Osmanen ihre Eroberungen auf dem Balkan ausdehnten, siedelten sie Nomaden aus Anatolien entlang der Hauptverkehrsstraßen und in den umliegenden Bergregionen an. Einige als politisch unzuverlässig angesehene Stämme wurden auch strafweise auf dem Balkan angesiedelt. Vakıf-Urkunden und -Register aus dem 15. Jahrhundert zeigen, dass es eine breite Kolonisierungsbewegung gab, bei der sich westanatolische Bauern in Thrakien und auf dem östlichen Balkan niederließen und Hunderte von neuen Dörfern gründeten. Besonders in den Städten gab es eine große Präsenz von Türken und die Stadtlandschaft des osmanischen Bulgariens war stark von der osmanischen Architektur geprägt. Die großen städtischen Zentren waren mehrheitlich muslimisch und blieben es auch bis ins 19. Jahrhundert. Nach der osmanischen Volkszählung von 1831 belief sich die männliche Bevölkerung zwischen 15 und 60 Jahren in den osmanischen Kazas, die innerhalb der heutigen Grenzen der Republik Bulgarien liegen, auf 496.744 Personen, darunter 296.769 Christen (59,7 %), 181.455 Muslime (36,5 %), 17.474 Roma (3,5 %), 702 Juden (0,1 %) und 344 Armenier (0,1 %). Die muslimische Bevölkerung war aber nicht gleichzusetzen mit der türkischen, da in Bulgarien auch muslimischen Pomaken, Krimtataren, Tscherkessen sowie Nogaier lebten und zahlreiche ethnische Bulgaren während der osmanischen Zeit zum Islam konvertiert waren.

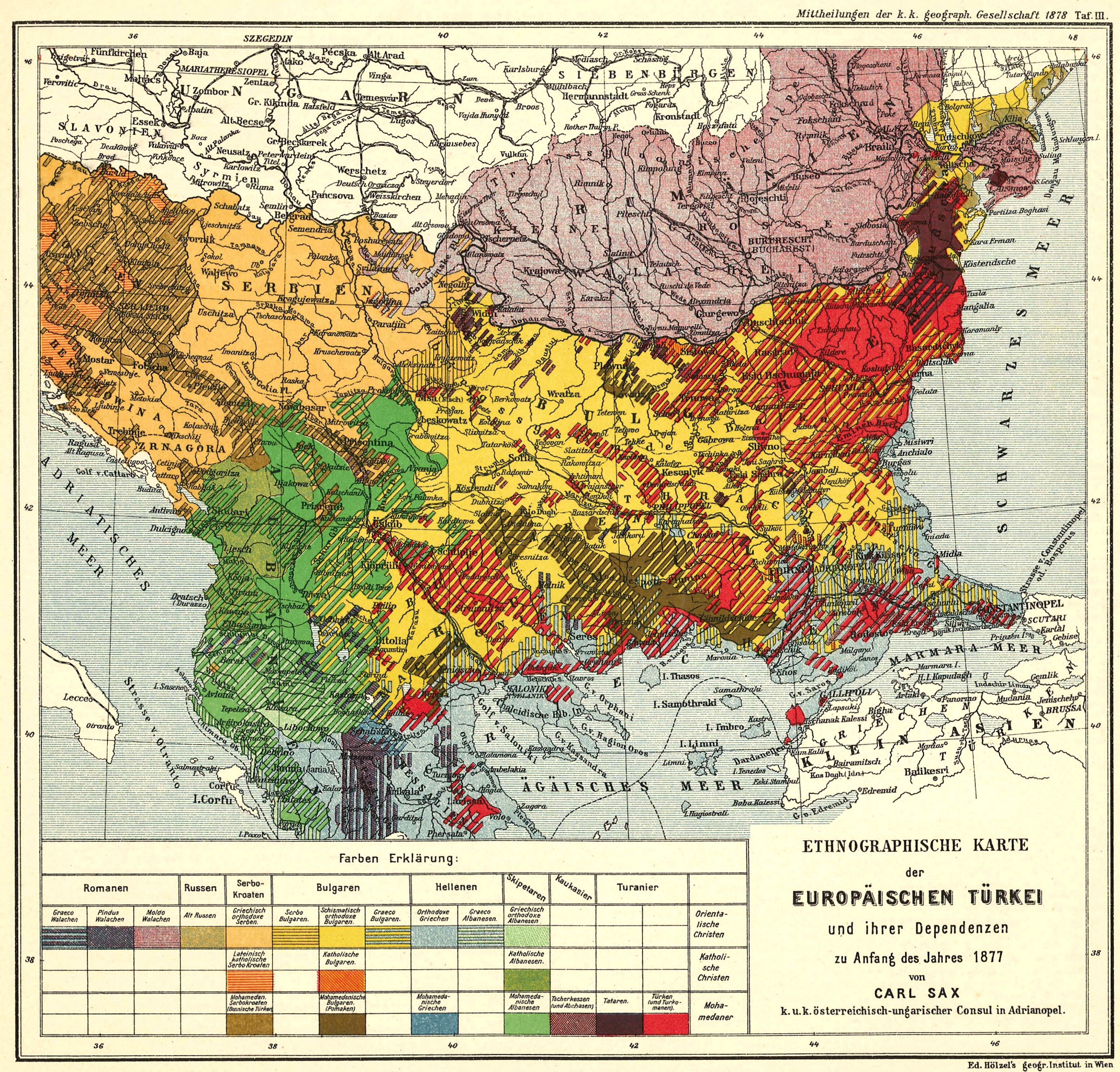
Ethnische Karte des Balkans für 1877

Im 19. Jahrhundert kam es zur sogenannten bulgarischen Wiedergeburt und dem Aprilaufstand weiteren Aufständen gegen die osmanische Herrschaft, der von den Osmanen brutal niedergeschlagen wurde, was für Entsetzen in ganz Europa sorgte. Im folgenden Russisch-Osmanischer Krieg kamen die Russen den Bulgaren zu Hilfe und russische Truppen verübten im Verbund mit bulgarischen Freiwilligen grausame Verbrechen an der muslimischen Minderheit auf dem Balkan und viele bulgarische Muslime wurden nach Anatolien vertrieben. Durch den Berliner Kongress wurde 1878 ein autonomes Fürstentum Bulgarien geschaffen, welches nur noch formell den Osmanen unterstand. Dieses konnte bald darauf Ostrumelien angliedern und sich 1908 als Königreich Bulgarien endgültig für unabhängig erklären. Die Türken verloren durch diese Ereignisse ihren Status als dominante Klasse und der türkischen Presse und dem kulturellen Leben der Türken wurden Beschränkungen auferlegt. Viele türkische Rückkehrer, die 1878 geflohen waren, erhielten ihr Land und ihren Besitz nicht mehr zurück, da dieses bereits an Bulgaren vergeben war. Diese Restriktionen motivierte viele Türken zur endgültigen Rückwanderung in das Osmanische Reich. Bei der Volkszählung von 1881 betrug die türkischsprachige Bevölkerung in Bulgarien und Ostrumelien etwa 700.000 Personen, was 24,9 % der Bevölkerung waren, bei der Volkszählung von 1892 lag der Anteil bei 17,21 % und bei der Volkszählung von 1910 noch bei 11,63 %; in denselben Jahren betrug der Anteil der bulgarischsprachigen Bevölkerung jeweils 67,84 %, 75,67 % und 81,63 % der Gesamtbevölkerung.
Nach der kommunistischen Machtübernahme 1944 sprach sich das neue Regime für alle Minderheiten sowie für Gleichheit und Brüderlichkeit zwischen den Völkern aus (gemäß der klassischen Doktrin des proletarischen Internationalismus) und hob alle „faschistischen“ antimuslimischen Beschlüsse der vorherigen Regierung auf. Die neue Verfassung enthielt zahlreiche Bestimmungen zum Minderheitenschutz und garantierte insbesondere das Recht auf muttersprachlichen Unterricht und freie Entfaltung der Kultur für alle nationalen Minderheiten. Es wurde auch wieder Zeitungen und Zeitschriften in türkischer Sprache zugelassen. Im Jahr 1947 wurde sogar eine Politik der „positiven Diskriminierung“ eingeführt, da Angehörige der türkischen Minderheit ohne Aufnahmeprüfung an den Hochschulen zugelassen wurden. Diese Praxis wurde auch in späteren Jahren fortgesetzt, da besondere Anstrengungen unternommen wurden, um die aktive Beteiligung von Muslimen an der kommunistischen Partei und am politischen Leben des Landes zu fördern, auch mit dem Hintergrund eine staatstreue Klasse an türkischen Funktionären zu rekrutieren. Ab 1956 begannen die bulgarischen Kommunisten aber schließlich in ihrer Kulturpolitik umzuschwenken und Programme zur Assimilierung der Minderheit zu verabschieden.
Im Jahre 1980er Jahren wurde ein Programm zur Zwangsassimilation der bulgarischen Minderheit unter Todor Schiwkow verabschiedet, welches von der Regierung zynischerweise als „Wiedergeburt“ bezeichnet wurde. Dieses Programm, das 1984 begann, zwang alle Türken und andere Muslime in Bulgarien, christliche Namen anzunehmen und allen muslimischen Bräuche abzuschwören. Der Plan sah vor, die türkische Sprache komplett zu verbieten und die Moscheen im Land zu schließen oder abzureißen. Zu Beginn des Programms wurden türkische Städte und Dörfer von Armeeeinheiten umstellt. Den Bürgern wurden neue Personalausweise mit bulgarischen Namen ausgestellt. Bei Nichtvorlage eines neuen Ausweises entfielen Gehalts- und Rentenzahlungen. Geburts- oder Heiratsurkunden wurden nur noch auf bulgarische Namen ausgestellt. Traditionelle türkische Trachten wurden verboten; Wohnungen wurden durchsucht und alle Anzeichen türkischer Identität entfernt. Sogar türkische Namen auf Grabsteinen wurden durch bulgarische Namen ersetzt. Nach Schätzungen wurden 500 bis 1.500 Menschen getötet, als sie sich den Assimilierungsmaßnahmen widersetzten, und Tausende andere wurden in Arbeitslager geschickt oder zwangsweise umgesiedelt. Der genaue Grund für das Programm ist unbekannt, die bulgarische Regierung war aber wahrscheinlich durch die höheren Geburtenraten der türkischen Minderheit besorgt.
Die Zwangsmaßnahmen führten zur Gründung der Türkischen Nationalen Befreiungsbewegung in Bulgarien, die 1985 begann, sich der Staatsgewalt gewaltsam zu widersetzten. Am 9. März 1985 starben bei einem Anschlag der Organisation sieben Menschen (darunter zwei Kinder) und neun wurden verletzt. Bei den so genannten „Mai-Ereignissen“ von 1989 erreichten die Spannungen den Siedepunkt, als Zehntausende von türkischen Demonstranten in den nordöstlichen und südöstlichen Provinzen auf die Straße gingen. Am 6. Mai begannen Mitglieder der türkischen Gemeinschaft einen Massenhungerstreik und forderten die Rückgabe ihrer muslimischen Namen und bürgerlichen Freiheiten gemäß der Verfassung des Landes und den von Bulgarien unterzeichneten internationalen Verträgen. Nach Angaben der türkischen Regierung wurden bei den Zusammenstößen mit bulgarischen Sicherheitskräften 50 Menschen getötet. Die bulgarische Regierung beziffert die Zahl der Todesopfer dagegen auf nur 7. Am 10. Mai 1989 wurden die Reisebeschränkungen ins Ausland für die Angehörigen der türkischen Minderheit teilweise aufgehoben. Schiwkow hielt am 29. Mai 1989 eine Rede, in der er erklärte, dass diejenigen, die nicht in Bulgarien leben wollten, in die Türkei auswandern könnten, und forderte, die Türkei solle ihre Grenzen öffnen, um alle „bulgarischen Muslime“ aufzunehmen. In der Folgezeit verließen über 300.000 Menschen mehr oder weniger freiwillig das Land und emigrierten in die Türkei.
Der Fall des Kommunismus in Bulgarien führte zu einer Umkehr der staatlichen Politik gegenüber den türkischstämmigen Bürgern. Nach dem Sturz von Schiwkow im November 1989 verabschiedete die bulgarische Nationalversammlung Gesetze zur Wiederherstellung der kulturellen Rechte der türkischen Bevölkerung. 1991 räumte ein neues Gesetz allen von der Namensänderungskampagne Betroffenen eine Frist von drei Jahren ein, um ihre ursprünglichen Namen und die Namen ihrer nach der Namensänderung geborenen Kinder offiziell wiederherzustellen. Im Januar 1991 wurde der Türkischunterricht als nicht verpflichtendes Fach wieder eingeführt. In der Folgezeit entspannte sich die Situation und 150.000 der zuvor Emigrierten und Vertriebenen kehrten wieder zurück nach Bulgarien. Der bulgarische Parlamentsausschuss für Menschenrechte und Religionsfreiheit verabschiedete im Februar 2010 eine Erklärung, in der er den Versuch des kommunistischen Regimes verurteilte, die türkischstämmige Bevölkerung des Landes gewaltsam zu assimilieren. Der Ausschuss bezeichnete die Vertreibung der Türken im Jahr 1989 als eine Form der ethnischen Säuberung. In der postkommunistischen Zeit bildete sich ein Konsens der den Status der Bulgaren als Staatsvolk nicht antastete, aber gleichzeitig den Minderheiten kulturelle Rechte gewährte. Politisch bildete die Bewegung für Rechte und Freiheiten als politische Vertretung der Minderheiten heraus.

## Demografie

Ethnische Gruppen in Bulgarien (Volkszählungen 2011)

Gemeinden nach Sprache:

### Verteilung
Heute konzentrieren sich die Türken in Bulgarien auf zwei hauptsächlich ländliche Gebiete, im Nordosten (Ludogorie/Deliorman) und im Südosten (die östlichen Rhodopen). In der Hauptstadt Sofia ist der Anteil der Türken dagegen sehr niedrig und liegt bei weniger als einem Prozent. Auch in den Verwaltungseinheiten im Nordwesten Bulgariens liegt der Anteil der Türken durchgehend bei unter 1 %.

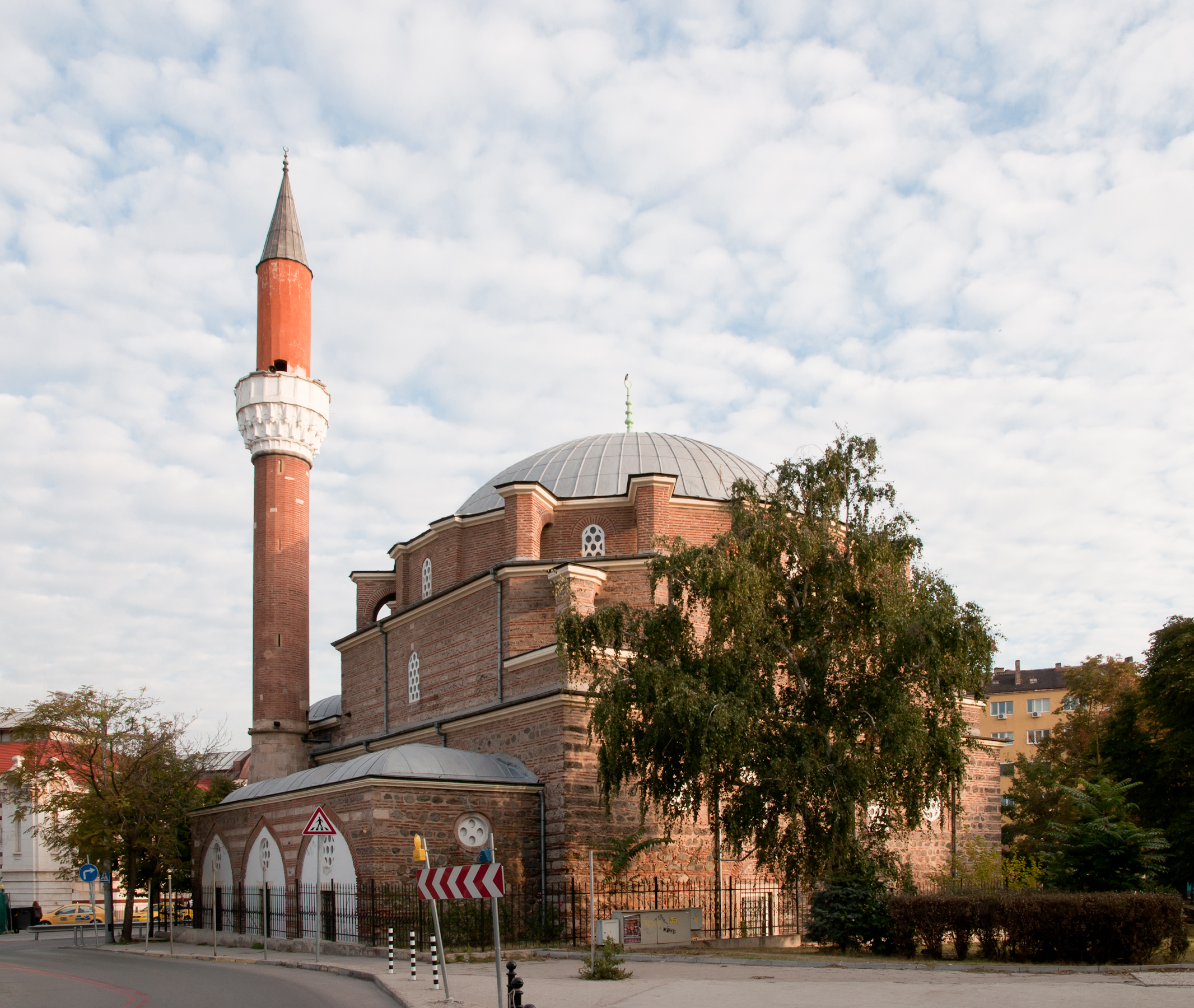
Banja-Baschi-Moschee in Sofia aus der osmanischen Zeit

| Oblast                | Ethnische Türken (Anzahl) | Ethnische Türken (Anteil) | Gesamtbevölkerung |
| --------------------- | ------------------------- | ------------------------- | ----------------- |
| Oblast Kardschali     | 83.280                    | 59,0 %                    | 141.177           |
| Oblast Rasgrad        | 49.318                    | 47,8 %                    | 103.223           |
| Oblast Burgas         | 47.286                    | 12,4 %                    | 380.286           |
| Oblast Schumen        | 44.263                    | 29,2 %                    | 151.465           |
| Oblast Plowdiw        | 39.585                    | 6,2 %                     | 634.497           |
| Oblast Targowischte   | 34.729                    | 35,4 %                    | 98.144            |
| Oblast Silistra       | 34.392                    | 35,1 %                    | 97.770            |
| Oblast Warna          | 25.678                    | 5,9 %                     | 432.198           |
| Oblast Chaskowo       | 25.555                    | 11,9 %                    | 215.565           |
| Oblast Russe          | 23.958                    | 12,4 %                    | 193.483           |
| Oblast Dobritsch      | 18.835                    | 12,5 %                    | 150.146           |
| Oblast Blagoewgrad    | 14.028                    | 4,8 %                     | 292.227           |
| Oblast Sliwen         | 13.217                    | 7,7 %                     | 172.690           |
| Oblast Stara Sagora   | 12.170                    | 4,1 %                     | 296.507           |
| Oblast Weliko Tarnowo | 11.348                    | 5,5 %                     | 207.371           |
| Oblast Pasardschik    | 6.782                     | 3,0 %                     | 229.814           |
| Oblast Sofia-Stadt    | 5.881                     | 0,5 %                     | 1.274.290         |
| Oblast Plewen         | 5.367                     | 2,4 %                     | 226.120           |
| Oblast Gabrowo        | 4.723                     | 4,8 %                     | 98.387            |
| Oblast Smoljan        | 3.049                     | 3,2 %                     | 96.284            |
| Oblast Lowetsch       | 2.789                     | 2,4 %                     | 116.394           |
| Oblast Jambol         | 994                       | 0,9 %                     | 109.963           |
| Oblast Wraza          | 424                       | 0,3 %                     | 152.813           |
| Oblast Sofia          | 342                       | 0,1 %                     | 231.989           |
| Oblast Montana        | 136                       | 0,1 %                     | 119.950           |
| Oblast Pernik         | 128                       | 0,1 %                     | 114.162           |
| Oblast Widin          | 65                        | 0,1 %                     | 75.408            |
| Oblast Kjustendil     | 56                        | 0,1 %                     | 111.736           |
| Gesamt                | 508.378                   | 7,8 %                     | 6.519.789         |

### Religion
In der Volkszählung von 2021 gaben 508.378 Personen an, dass sie Türken sind, wobei 447.893 oder 89,1 % der bulgarischen Türken angaben, dass ihre Religion der Islam ist, während 4.435 oder 0,9 % sagten, dass sie Anhänger des östlich-orthodoxen Christentums waren und 13.195 oder 2,6 % sagten, dass sie keine Religion haben. Die restlichen 7,4 % machten keine Angaben zu ihrer Religion.
Die meisten bulgarischen Muslime (die in der Mehrheit Türken sind) sind säkular geprägt. In einer Umfrage von 2011 bezeichneten sich nur knapp 30 Prozent als „tief religiös“ und weniger als ein Prozent sprach sich für die Anwengung der Scharia aus.

### Sprache
Die türkische Sprache ist die Muttersprache für über 90 Prozent der Türken in Bulgarien. Es gibt zwei Hauptdialekte unter der türkischen Bevölkerung.

## Soziale Lage
Nach Daten aus dem Jahr 2002 liegt die Armutsquote unter bulgarischen Türken bei 20,9 %, gegenüber 5,6 % unter ethnischen Bulgaren und 61,8 % unter Roma. Im Jahr 2021 lag der Anteil der Türken mit Hochschulabschluss bei 8,1 % (gegenüber 4,1 % im Jahr 2011), während 35,9 % (gegenüber 26 % im Jahr 2011) über einen Sekundarschulabschluss verfügten; im Vergleich dazu hatten 29,2 % bzw. 50,5 % der Bulgaren einen Hochschulabschluss bzw. einen Sekundarschulabschluss; die entsprechenden Prozentsätze für Roma lagen bei 0,8 % und 14,4 %.

## Bekannte bulgarische Türken

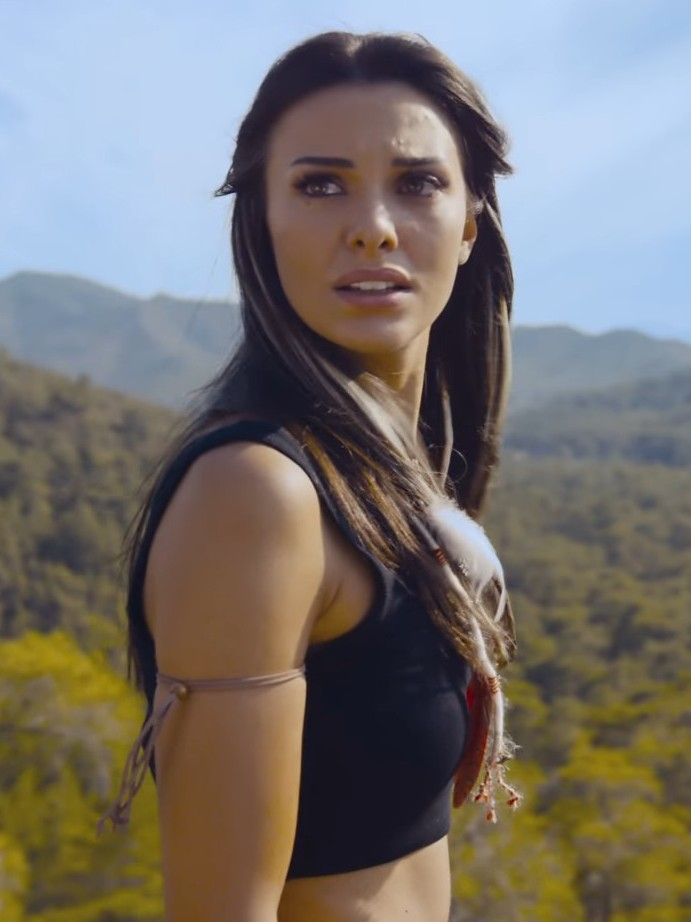
Tuvana Türkay

- Abdülkerim Nadir Pascha (1807–1883), osmanischer General
- Ahmed Cevdet Pascha (1822–1895), osmanischer Staatsmann, Historiker und Rechtsgelehrter
- Yusuf İsmail (1857–1898), Ringer
- Ömer Fahrettin Türkkan (1868–1948), osmanischer Offizier und türkischer Diplomat
- Rıza Tevfik Bölükbaşı (1869–1949), Politiker
- Ahmet Fikri Tüzer (1878–1942), Politiker
- Celâl Bayar (1883–1986), Politiker und Staatspräsident der Türkei
- İsmet İnönü (1884–1973), Staatspräsident und Ministerpräsident der Türke
- Sabahattin Ali (1907–1948), Schriftsteller
- Tahsin Özgüç (1916–2005), Archäologe
- Jussein Mechmedow (1924–2014), Archäologe
- Ljutwi Dschiber Achmedow (1930–1997), Ringer
- Said Mustafow (1933–1990), Ringer
- Recep Küpçü (1934–1976), Dichter, Schriftsteller und Journalist
- Hilmi Kiremitçi (1934–2011),  Fußballspieler und -trainer
- Osman Duraliew (1939–2011), Ringer
- Hülya Koçyiğit (* 1947), Schauspielerin
- Ertuğrul Özkök (* 1947), Journalist
- Ismail Abilow (* 1951), Ringer
- Ahmed Dogan (* 1954), Politiker und Oligarch
- Emel Etem Toschkowa (* 1958), Politikerin
- Naim Süleymanoğlu (1967–2017), Gewichtheber
- Sunay Erdem (* 1971), Architekt
- Halil Mutlu (* 1973), Gewichtheber
- Toni Storaro (* 1976), Sänger
- Sachari Bacharow (* 1980), Schauspieler
- Cansu Dere (* 1980), Schauspielerin und Model
- Demir Demirew (* 1984), Gewichtheber
- Taner Sağır (* 1985), Gewichtheber
- İlhan Şen (* 1987), Schauspieler
- Tesdschan Naimowa (* 1987), Sprinterin
- Tuvana Türkay (* 1990), Schauspielerin
- Çağatay Ulusoy (* 1990), Schauspieler und Model
- Demet Özdemir (* 1992), Schauspielerin und Model
- Fiki (* 1995), Sänger
- Gülsim Ali (* 1995), Schauspielerin und Model
- Alina Boz (* 1998), Schauspielerin